# Скандіано
Скандіано (італ. Scandiano) — муніципалітет в Італії, у регіоні Емілія-Романья,  провінція Реджо-Емілія.
Скандіано розташоване на відстані близько 340 км на північний захід від Рима, 55 км на захід від Болоньї, 13 км на південь від Реджо-нелль'Емілії.
Населення — 25 389 осіб (2014).

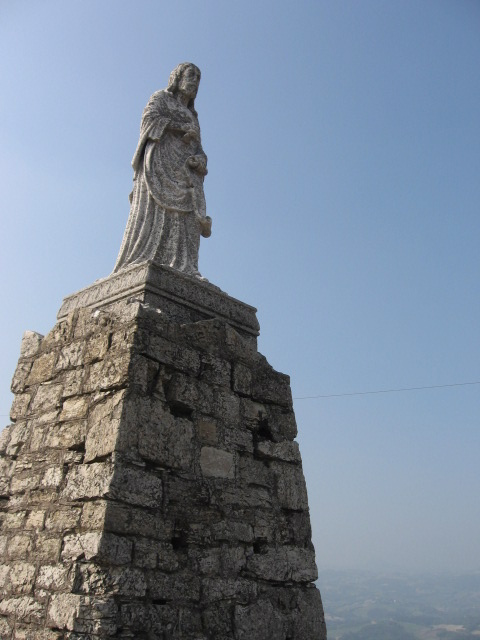

Щорічне свято покровительки міста святої Катерини Александрійської відбувається 25 листопада. 

## Демографія
Населення за роками:

Станом на 1 січня 2023 року в муніципалітеті офіційно проживали 1872 іноземці з 80 країн, серед них 312 громадян країн Євросоюзу та 126 громадян України.

## Уродженці
- Кастріот Дермаку (*1992) — албанський футболіст, захисник.

## Сусідні муніципалітети
- Альбінеа
- Казальгранде
- Кастелларано
- Реджо-Емілія
- В'яно